# Valor económico
Valor, en economía, es un concepto diferente para cada una de las diversas teorías denominadas teorías del valor, que a lo largo de la historia de la economía han pretendido definirlo y medirlo. Es una magnitud con la que medir los distintos bienes económicos comparando su utilidad. La diferenciación entre utilidad total o valor de uso y valor de cambio o precio de mercado permite distinguir ambos conceptos (valor y precio).
La teoría del valor-trabajo considera que toda la riqueza de la sociedad proviene del trabajo y que los valores de los bienes o servicios guardan relación con la cantidad de trabajo que se les ha incorporado socialmente. Propia de la escuela clásica de la economía política y adoptada también por la escuela marxista, también es denominada como teoría substantiva del valor. Propone que el valor es el monto necesario para la producción social de un bien económico (es decir, lo que tiene valor de uso) en un determinado nivel de desarrollo tecnológico. Para estas escuelas, los precios se derivan del valor, por lo que siempre se mueven en pequeñas variaciones en torno a él. En la economía clásica, además, tratándose de valores de cambio, al coste de producción se agrega el de oportunidad, es decir, la cantidad de ganancias potenciales que se pierden por tomar la decisión de producir uno u otro bien.
Alternativa a esta es la teoría del valor como costo de producción.
La teoría del valor subjetivo o de utilidad marginal, es la teoría del valor de Friedrich von Wieser, perteneciente a la escuela austríaca. Afirma que los factores de la producción tienen un valor debido a la utilidad que ellos han conferido al producto final (su utilidad marginal). Para la teoría neoclásica, el valor es una magnitud subjetiva que se mide por la estima en que el público valore un objeto. Por ello, la teoría neo-clásica supone que los precios no tienen por qué tener ninguna cercanía con los costos de producción.
Algunos economistas como Carl Menger, también perteneciente escuela austríaca, mantuvieron que el valor de los factores no es la contribución individual de cada uno de ellos en el producto final; sino que su valor es el valor del último que contribuyó al producto final (la utilidad marginal antes de alcanzar el punto óptimo de Pareto).

## Creación de valor
Se dice que una empresa crea valor a sus accionistas cuando el retorno obtenido supera la rentabilidad exigida por ellos. Dicho en otras palabras, la empresa está creando valor cuando la rentabilidad obtenida supera las expectativas. Que una empresa genere utilidades no significa que necesariamente haya construido valor.

## Medición de valor
El principal objetivo de las finanzas corporativas es el de maximizar el valor para los accionistas o propietarios, por lo que los economistas han desarrollado una serie de técnicas con el objeto de medir y crear valor....

## Valor de mercado
El valor de mercado es el importe neto que razonablemente podría esperar recibir un oferente por el intercambio de un bien o servicio en la fecha de valoración, mediante una comercialización adecuada, y suponiendo que existe al menos un demandante con potencial económico, correctamente informado de las características del producto, y que ambos, tanto la oferta como la demanda, actúan libremente y con un objetivo específico.
En contabilidad de costos el valor de mercado se usa para determinar los costos conjuntos a productos individuales, en este caso los métodos del valor del mercado en el punto de separación y el método del valor neto realizable que son dos métodos que se basan en el valor de mercado para asignar costos conjuntos a productos individuales.
El análisis del comercio de toda área geográfica exige la disponibilidad de datos lo más exactos posibles de dicha realidad, datos que permitan alcanzar correctas conclusiones útiles para la adopción de decisiones. En este sentido los esfuerzos realizados en las últimas décadas a niveles nacional y supranacional hacen que nos encontremos en una situación aceptable, siendo el espacio regional el más deficitario y, por tanto, el más necesitado de estudios en profundidad para alcanzar unos niveles equiparables a los anteriores que permitan
análisis equivalentes y faciliten la realización de estudios comparativos.

## Explicaciones
En economía neoclásica, el valor de un objeto o servicio suele considerarse nada más que el precio que tendría en un mercado abierto y competitivo. Esto viene determinado principalmente por la demanda del objeto en relación con la oferta en un mercado de competencia perfecta. Muchas teorías económicas neoclásicas equiparan el valor de una mercancía con su precio, independientemente de que el mercado sea competitivo o no. Como tal, todo se considera una mercancía y si no hay mercado para fijar un precio, entonces no hay valor económico.
En economía clásica, el valor de un objeto o condición es la cantidad de malestar/trabajo ahorrado a través del consumo o uso de un objeto o condición (Teoría del Valor del Trabajo). Aunque se reconoce el valor de cambio, el valor económico no depende, en teoría, de la existencia de un mercado y el precio y el valor no se consideran iguales. Esto se complica, sin embargo, por los esfuerzos de los economistas clásicos para conectar precio y valor trabajo. Karl Marx, por ejemplo, veía el valor de cambio como la «forma de la apariencia» (Esta interpretación de Marx está en la línea del pensador marxista Michael Heinrich) [Erscheinungsform] del valor, en su crítica de la economía política que implica que, aunque el valor está separado del valor de cambio, carece de sentido sin el acto de intercambio.
En esta tradición, Steve Keen hace la afirmación de que el «valor» se refiere al «valor innato de una mercancía, que determina la relación normal (“de equilibrio”) a la que se intercambian dos mercancías»."Para Keen y la tradición de David Ricardo, esto corresponde al concepto clásico de precios determinados por los costes a largo plazo, lo que Adam Smith llamaba «precios naturales» y Marx denominaba «precios de producción». Forma parte de una teoría del costo de producción del valor y del precio. Ricardo, pero no Keen, utilizó una «teoría laboral del precio» en la que el «valor innato» de una mercancía era la cantidad de trabajo necesaria para producirla.
«El valor de una cosa en un momento y lugar dados», según Henry George, »es la mayor cantidad de esfuerzo que alguien prestará a cambio de ella. Pero como los hombres siempre buscan gratificar sus deseos con el menor esfuerzo, ésta es la cantidad más baja por la que de otro modo se puede obtener una cosa similar."
En otra tradición clásica, Marx distinguió entre el «valor de uso» (valor de uso, lo que una mercancía proporciona a su comprador), el coste del trabajo, que él llama «valor» (el tiempo de trabajo socialmente necesario que incorpora), y el «valor de cambio» (cuánto tiempo de trabajo puede reclamar la venta de la mercancía, el valor «impuesto por el trabajo» de Smith). Según la mayoría de las interpretaciones de su teoría laboral del valor, Marx, al igual que Ricardo, desarrolló una «teoría laboral del precio» en la que el objetivo de analizar el valor era permitir el cálculo de precios relativos. Otros ven los valores como parte de su interpretación sociopolítica y crítica del capitalismo y otras sociedades, y niegan que pretendiera servir como categoría de la economía. Según una tercera interpretación, Marx pretendía una teoría de la dinámica de la formación de los precios, pero no la completó.
En 1860, John Ruskin publicó una crítica del concepto económico de valor desde un punto de vista moral. Tituló el volumen Hasta esto último, y su punto central era éste: «Es imposible concluir, de cualquier masa dada de riqueza adquirida, meramente por el hecho de su existencia, si significa el bien o el mal para la nación en medio de la cual existe. Su valor real depende del signo moral que se le atribuya, tan estrictamente como el de una cantidad matemática depende del signo algebraico que se le atribuya. Cualquier acumulación dada de riqueza comercial puede ser indicativa, por un lado, de industrias fieles, energías progresivas e ingenuidades productivas: o, por el otro, puede ser indicativa de lujo mortal, tiranía despiadada, argucias ruinosas.» Gandhi se inspiró mucho en el libro de Ruskin y publicó una paráfrasis del mismo en 1908.
Economistas como Ludwig von Mises afirmaban que el «valor» es un juicio subjetivo. Los precios sólo pueden determinarse teniendo en cuenta estos juicios subjetivos, y que esto se hace a través del mecanismo de precios en el mercado. Así, era falso afirmar que el valor económico de un bien era igual a lo que costaba producirlo o a su coste de reposición actual.
Silvio Gesell negó la teoría del valor en economía. Pensaba que la teoría del valor es inútil e impide que la economía se convierta en ciencia y que una administración monetaria guiada por la teoría del valor está condenada a la esterilidad y a la inactividad.

## Conceptos relacionados
La teoría del valor está estrechamente relacionada con la de la eficiencia asignativa, la cualidad por la que las empresas producen aquellos bienes y servicios más valorados por la sociedad. El valor de mercado de una pieza de máquina, por ejemplo, dependerá de una serie de hechos objetivos relacionados con su eficiencia frente a la eficiencia de otros tipos de piezas u otros tipos de máquinas para fabricar el tipo de productos que los consumidores valorarán a su vez. En tal caso, el valor de mercado tiene componentes objetivos y subjetivos.
La economía, la eficiencia y la eficacia, a menudo denominadas las «Tres Es», pueden utilizarse como factores complementarios que contribuyen a evaluar la relación calidad-precio de una compra, proyecto o actividad. La Oficina Nacional de Auditoría del Reino Unido utiliza los siguientes resúmenes para explicar el significado de cada término:
- Economía: minimización del coste de los recursos utilizados o necesarios (insumos) - gastar menos;
- Eficiencia: la relación entre la producción de bienes o servicios y los recursos para producirlos - gastar bien; y
- Eficacia: la relación entre los resultados previstos y reales del gasto público (resultados) - gastar en forma inteligente.[11]

A veces también se añade una cuarta «E», equidad.
En filosofía, el valor económico es una subcategoría de un valor filosófico más general, tal como se define en teoría del bien y del valor o en la ciencia del valor.

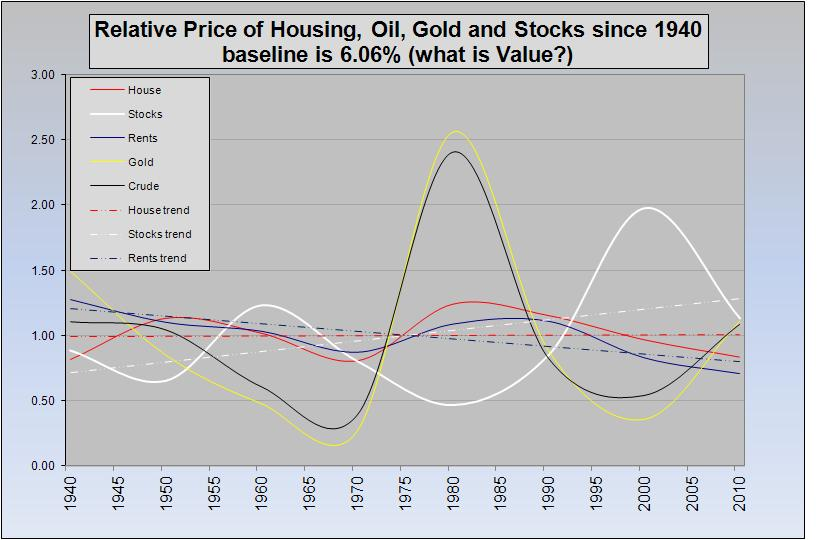
Valor o precio

## Teoría subjetiva del valor y marginalismo
La teoría subjetiva del valor enfatiza el papel de las preferencias del consumidor a la hora de influir en el precio. Según esta teoría, el consumidor asigna un valor a un bien determinando la utilidad marginal, o satisfacción adicional de una unidad adicional.El marginalismo emplea conceptos como utilidad marginal, tasa marginal de sustitución y costes de oportunidad para explicar las preferencias de los consumidores y el precio.
Las teorías subjetivistas o marginalistas del valor fueron creadas por William Stanley Jevons, Léon Walras y Carl Menger a finales del siglo XIX. Estas teorías contradecían las anteriores teorías laborales de los valores propuestas por los economistas clásicos, que enfatizaban el papel del trabajo socialmente necesario en la producción de valor.  La teoría subjetiva del valor ayudó a responder a la «paradoja del diamante y el agua», que muchos creían irresoluble. La paradoja diamante-agua cuestiona por qué los diamantes son mucho más valiosos que el agua cuando el agua es necesaria para la vida. La teoría subjetiva del valor dio respuesta a esta paradoja al constatar que el agua, en total, es más valiosa que los diamantes porque las primeras unidades son necesarias para la vida. La diferencia clave entre el agua y los diamantes es que el agua es más abundante y los diamantes son raros. Debido a la disponibilidad, una unidad adicional de diamantes supera el valor de una unidad adicional de agua. La teoría subjetiva enfatiza el papel de la oferta y la demanda en la determinación del precio.

## El punto de vista de los economistas marxistas
Los marxistas hacen las siguientes matizaciones:
El uso de máquinas en la producción no cambia este análisis objetivo del valor, ya que una máquina no produce valor, sino que simplemente transmite su propio valor a la mercancía que produce: el valor producido por una máquina es igual a su desgaste, ya que una máquina no es más que trabajo acumulado (Marx).
el valor de una mercancía se ve afectado por la expresión de un cierto tipo de relación social de producción, determinada por el estado de las fuerzas productivas.
el valor es también una propiedad emergente del fetichismo de la mercancía que proviene del hecho de que: 
los hombres se basan en la circulación de las cosas en el marco competitivo de la equivalencia generalizada para establecer vínculos productivos entre ellas. Por tanto, sólo tiene sentido en el contexto de una economía de mercado.
el valor es la expresión de una relación social de producción que puede descomponerse en tres aspectos:
su forma (intercambiabilidad, que induce la coordinación de los productores de mercancías sin organización previa),
su sustancia (el trabajo abstracto, que representa el trabajo socialmente necesario para producir la mercancía), y
y su magnitud (la cantidad de trabajo abstracto determinada por el estado de las fuerzas productivas).